# 小行星9299
小行星9299（英語：9299 Vinceteri）是一颗围绕太阳公转的小行星。1985年5月13日，卡罗琳·舒梅克、尤金·舒梅克在帕洛马山发现了此天体。
这颗小行星的绝对星等为198.8139829118975等。